# Alberto Romero Nieto
Alberto Romero Nieto, más conocido como Albertucho, y en anteriores proyectos como Capitán Cobarde es un músico español, nacido el 21 de noviembre de 1983 en el barrio de Bellavista, Sevilla.

## Carrera
Empezó su carrera musical con el nombre de "Albertucho" donde tocaba "rock andaluz". En su primer disco "Que se callen los profetas" cuenta con la colaboración de Rosendo Mercado, Kutxi Romero y Poncho K. En este disco se muestra la fuerza del rock andaluz, de una forma nueva, con mucha personalidad y de forma muy particular, como marcará toda su carrera musical. El segundo disco "Lunas de mala lengua" vuelve a contar con la colaboración de Kutxi Romero y Dr. Sapo. Su tercer disco "Amasijo de porrazos". Una vez más Kutxi aparece en él, además de Lichis de La Cabra Mecánica y Fernando de Reincidentes. Este disco es un amasijo de porrazos, en su sentido literal, grabado en directo, intenta captar, y lo consigue de forma sobresaliente, el ambiente de sus conciertos, en los que se convierte en un huracán. En su cuarto disco "Palabras del capitán cobarde" consigue un sonido más tradicional, unos ritmos más clásicos, una americana music pero de Sevilla. Para este disco cuenta con Xoel López, Ricardo Moreno de Los Ronaldos, y el Ratón y el Canijo de Los Delinqüentes. En los directos de esa época ya empieza dejar entrever su futuro alter ego, Capitán Cobarde. Después de 6 años empezó su nuevo proyecto como Capitán Cobarde. Este nuevo grupo tiene influencias Folk-Rock. El primer disco sacado es un directo con invitados como Carlos Tarque, La Maravillosa Orquesta del Alcohol o Kutxi Romero. En 2012 lanza "Alegría" en este disco, coproducido por él mismo, da un giro hacia el folk, usando ukelele, guitarra barítono, el dobro, banjo y pedal steel. En 2017 lanza "Carretera Vieja" donde se reflejan todavía ciertos influjos del folk, pero vuelve a un rock más nacional e intimista. 
En 2023 volvió al panorama musical con el disco "El regreso del perro andaluz", el cual clasifica el mismo cantante como "el nuevo grito antifascista", bajo el sello de El Dromedario. 

## Estilo
Sus comienzos estuvieron marcados por el punk y el rock urbano nacional con pinceladas flamencas, derivando posteriormente en el Folk-Rock anglosajón.

## Discografía
| Año de publicación | Título                       | Discográfica          |
| 2023               | El regreso del perro andaluz | El Dromedario Records |
| 2021               | Camino de vuelta             | Calaverita Records    |
| 2017               | Carretera Vieja              | Maldito Records       |
| 2015               | Capitán Cobarde              | Micromecenazgo        |
| 2012               | Alegría!                     | Maldito Records       |
| 2010               | Palabras del capitán cobarde | El Volcán             |
| 2008               | Amasijo de porrazos          | Dro Atlantic          |
| 2006               | Lunas de Mala Lengua         | Dro Atlantic          |
| 2004               | Que se callen los profetas   | Dro Atlantic          |